# Festival du Film court en Plein air de Grenoble
 (octobre 2016).
Si vous disposez d'ouvrages ou d'articles de référence ou si vous connaissez des sites web de qualité traitant du thème abordé ici, merci de compléter l'article en donnant les références utiles à sa vérifiabilité et en les liant à la section « Notes et références ».
Le Festival du Film court en Plein air de Grenoble est le plus ancien festival de film court en France.
Organisé par la Cinémathèque de Grenoble, il se tient depuis 1978 chaque début de juillet et met à l'honneur à la fois la création cinématographique actuelle internationale et le patrimoine du festival, son histoire. Chaque année, le festival accueille environ 10 000 spectateurs sur la place Saint-André et dans le cinéma Juliet-Berto situé à proximité.

## Histoire
Le festival intitulé Journées internationales du film de court-métrage ayant été contraint, par une décision de Jean Royer, maire de la ville, de quitter Tours après son édition de 1969, il s’installe à Grenoble. Ainsi de 1971 à 1976, en novembre à la Maison de la culture, il devient le Festival du court métrage et du film documentaire. Faute de subventions, l’événement se déplace à Lille en 1976.
L’année suivante, l’équipe dirigeante décide de relancer un festival à Grenoble, convaincue qu'une telle manifestation a sa place dans la capitale des Alpes.

### Les prémices du festival
En 1977, le Festival du Film court en Plein air de Grenoble naît donc de la volonté de diffuser gratuitement et en extérieur ce format filmique peu connu du grand public qu’est le court métrage. La première édition a lieu durant la première semaine de juillet 1978.
Chaque année depuis cette date, de nombreux réalisateurs et professionnels du cinéma se retrouvent à Grenoble lors de ce rendez-vous alliant popularité et exigence artistique.[réf. nécessaire]Pendant 5 jours, le Festival propose :
- une sélection de films en compétition et hors compétition
- des hommages
- des panoramas et rétrospectives
- des rencontres avec les réalisateurs et des professionnels
- un stage d'analyse de films
- un concours de scénario
- une nuit blanche

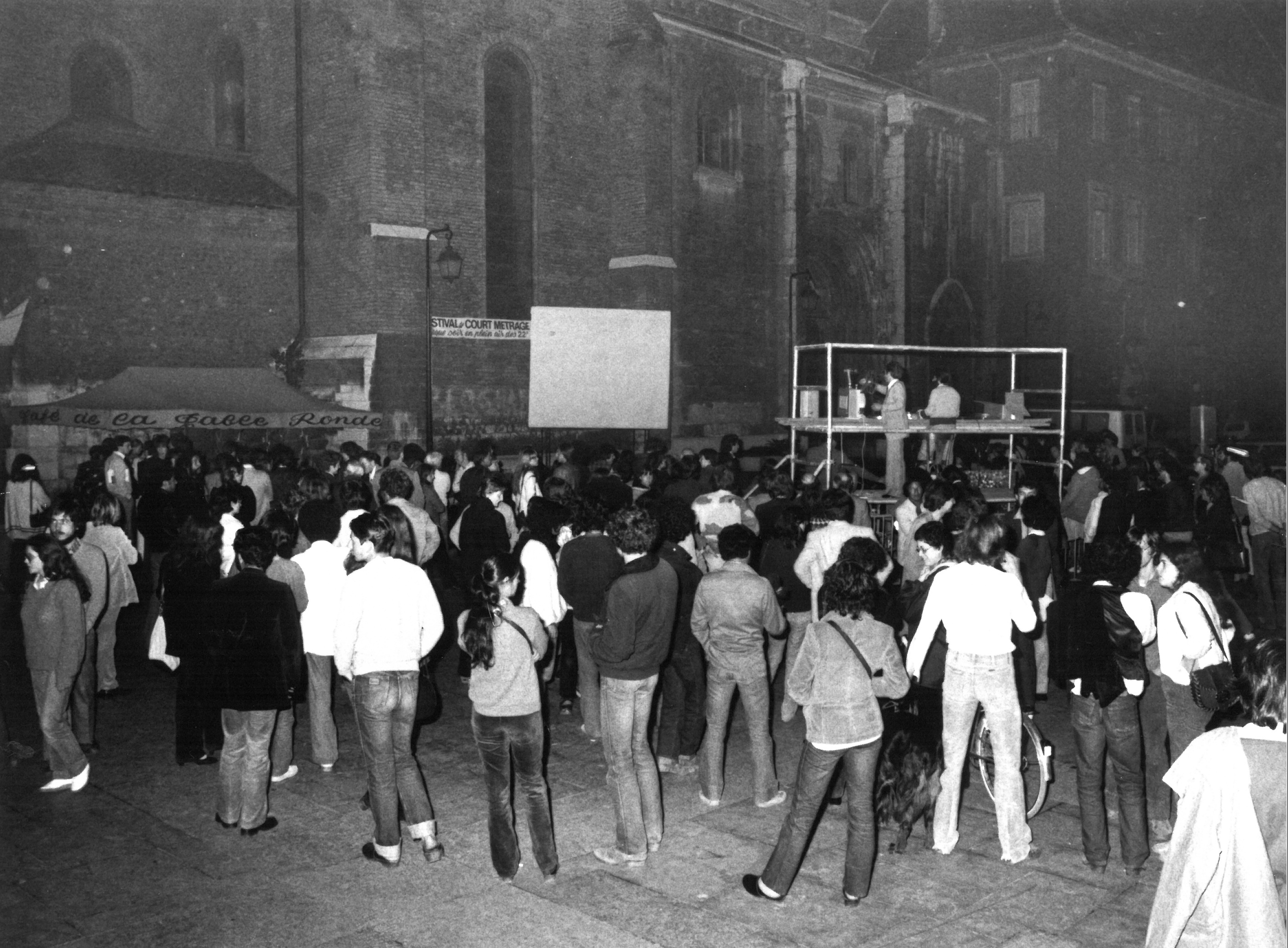
3e Festival du Film court en Plein air de Grenoble.

Toutes les séances et animations sont gratuites.

## Les Prix décernés
La cérémonie de remise des Prix a lieu le dernier jour du Festival, à minuit, Place Saint-André. Après l’annonce du palmarès, les films primés sont projetés au cinéma Juliet-Berto.

### Les principaux Prix
- Grand Prix, doté par la ville de Grenoble
- Prix du meilleur scénario, doté par le Conseil régional Rhône-Alpes
- Prix spécial du Jury, doté par le Conseil général de l’Isère
- Prix d’aide à la création, doté par des industries techniques
- La Coupe Juliet Berto (anciennement Prix d'Honneur Juliet Berto), dès 1991, sous forme de coupe. Ce prix, remis en compétition tous les ans, est confié par les organisateurs du festival à l'un des réalisateurs le soir de la remise des prix.

### Autres Prix
Des Prix sont également décernés par le public, par un jury jeune et par la presse.

### Prix disparus
Le prix Procirep d'un montant de 50 000 F, apparu en 1991, est décerné au producteur du film lauréat du Grand Prix ou de prix spécial du Jury.

### Les lauréats du Grand Prix depuis 1978
- 1978 : Le Chien de Monsieur Michel de Jean-Jacques Beineix et L’Ornière de François Dupeyron
- 1979 : Don’t lean out de Yann Nebut
- 1980 : Inspiration de Jean-Philippe Gibson
- 1981 : Subtil concept de Gérard Krawczyk
- 1982 : Le Collectionneur de Jacques Nichet
- 1983 : Pierre Lansade 24130 Laforge de Jean Yves Carré
- 1984 : Le Ciel saisi de Henri Herre
- 1985 : La Première journée de Nicolas de Manuel Poirier
- 1986 :L’Abygène d’Anne Bocrie
- 1987 :Transatlantique de Bruce Krebs
- 1988 : Une femme pour l'hiver de Manuel Flèche
- 1989: L'Étreinte de Régis Obadia et Joëlle Bouvier
- 1990: Céleri rémoulade  de Jean-Pierre Biazotti
- 1991 Tabataba de François Koltes
- 1992 Zoé la boxeuse de Karim Dridi
- 1993 Gueule d'atmosphère d’Olivier Peray
- 1994 Le Pressentiment de Joëlle Bouvier
- 1995 : La Petite Mort, de François Ozon
- 1996 : Une robe d’été, de François Ozon
- 1997 : Les Vacances, d’Emmanuelle Bercot
- 1998 : Rue bleue, de Chad Chenouga
- 1999 : À cause d’Olivia, d’Éric Assous
- 2000 : Pietas, de Pietro Antonio Izzo
- 2001 : Backstage , de Camille Vidal-Naquet
- 2002 : Minouche, de Julien et Antoine Colomb
- 2003 : La Chatte andalouse, de Gérald Hustache-Mathieu
- 2004 : Du bois pour l’hiver, d’Olivier Jahan
- 2005 : Sous le bleu, de David Oelhoffen
- 2006 : Dans le miro... une hirondelle, d’Hélène Milano
- 2007 : Même pas mort, de Claudine Natkin
- 2008 : C'est dimanche !, de Samir Guesmi
- 2009 : Juste un pitch, de Eric Raynaud
- 2010 : La République, de Nicolas Pariser
- 2011 : Porteur d'hommes, d'Antarès Bassis
- 2012 : Tram, de Michaela Pavlatova
- 2013 : The mass of men, de Gabriel Gauchet
- 2014 : Le Skate moderne, d'Antoine Besse et La Lampe au Beurre de Yak, de Hu Wei
- 2015 : Somewhere Down the Line, de Julien Regnard
- 2016 : Repas dominical, de Céline Devaux
- 2017 : Import, d'Ena Sendijarevic
- 2018 : Mama Bobo, de Robin Andelfinger et Ibrahima Seyd
- 2019 : Brotherhood, de Meryam Joobeur

## Animations du Festival
- Les expositions

Des affiches de films sont exposées sur les divers lieux qui couvrent la manifestation.
- Les animations

Chaque jour, le hall de la Maison de l'International de Grenoble devient un espace de rencontres. C'est également là qu'ont lieu les forums organisés pendant le Festival.
- Place aux courts

Le journal relate la vie quotidienne du festival, avec des enquêtes, des interviews, etc. Il s'accompagne désormais de la réalisation d'interviews et de séquences vidéos qui sont mises en ligne sur le blog du Festival.
- Le concours de scénario

Chaque année le Festival organise un concours de scénario en collaboration avec le G.R.E.C. (Groupement de recherche et d'essai cinématographique) et avec le soutien du Conseil général de l'Isère. Ce concours permet à un jeune auteur d'obtenir une bourse d'aide à la réalisation pour un film qui sera produit par le G.R.E.C., avec le soutien d'industries techniques (Aaton, Lumières Numériques, Pilon Cinéma) et un préachat de France 2. Deux autres auteurs bénéficient d'un stage de réécriture.

## La40eedition
La 40e édition a lieu du 4 au 8 juillet 2017 et elle comprend une sélection de 58 films, avec 28 films en compétition qui concourent pour une dizaine de prix et 22 courts métrages projetés hors compétition dans le cadre de la section « Regards ». 10 courts-métrages seront quant à eux présentés dans la compétition jeune public.
Le festival se déroule dans 5 lieux de Grenoble (la Place Saint-André, le Cinéma Juliet Berto, la Cinémathèque de Grenoble, le Cinéma Le Club et la Maison de l’International), et une séance de « Cinévélo » aura lieu sur les terrasses du Musée dauphinois.